# クサヨシ属
クサヨシ属（学名：Phalaris）はイネ科の被子植物である。クサヨシ属のさまざまな種は南極大陸を除くすべての大陸に自生している。海抜下から数千メートルまであるいは湿地帯から乾燥地帯へと広い範囲を生息地とする。一部の種は牧草として利用される。含まれるアルカロイドは家畜にとって害を及ぼす。

## アルカノイド
牧草として利用されるクサヨシ属の植物は、家畜のファラリス中毒の原因となるアルカロイドを低減させた品種が利用されている。
ファラリス中毒（仮訳、Phalaris poisoning）の原因には、少なくとも8種のインドール核を持つアルカロイド、ホルデニン（正確にはアルカロイドでない）、グラミン、ジメチルトリプタミン類などが含まれていることが考えられ、北米でのリードカナリーグラス（和名クサヨシ）による死亡例はないが、ニュージーランドではヒツジの死亡が報告されている。
これに関連して Phalaris staggers は、立てない、ふらつき、頭を振るといった神経症状のことである。5-MeO-DMT (5-メトキシ-ジメチルトリプタミン)は、反芻動物ではstaggersの原因となるが馬には起きず、ブフォテニンとして排泄できることが確認されている。
ヒツジ、あるいはまれにウシなどの家畜にとって有害なグラミンが含まれている。グラミンは、脳、中枢神経系、その他の臓器への障害や死を引き起こす可能性がある。
クサヨシ（Phalaris arundinacea）、オニクサヨシ（Phalaris aquatica）、Phalaris brachystachys は、ジメチルトリプタミン（N,N-DMT、または単にDMTと表記）、5-MeO-DMT、ブフォテニン（5-OH-DMT）のアルカロイドが含まれていることが知られている。いくつかの研究で、クサヨシ属のアルカロイドは個体間などで含有量にばらつきがあることが分かった。アルカロイドを高濃度に含む系統は、潜在的に毒性が高いため、それらが生える場所は、牛や羊の放牧地としては避けられている。それらの系統には、Phalaris aquatica AQ-1、P. brachystachysが含まれている。季節や天候パターンも、アルカロイド濃度に影響を与えると思われ、秋あるいは干ばつの時では最も毒性が高まる。放牧や草刈りを行った後に、再成長する際も、アルカロイドがかなり増加することが示されている。
| 種                     | 総アルカロイド量 (乾燥時) | DMT    | 5-MeO-DMT | 5-OH-DMT |
| Phalaris aquatica      | 0.0007-0.18%              | 0.100% | 0.022%    | 0.005%   |
| Phalaris arundinacea   | 0.0004-0.121%             |        |           |          |
| Phalaris brachystachys | Aerial parts up to 3%     | x      |           |          |

P. californica, カナリークサヨシ（P. canariensis）, ヒメカナリークサヨシ（P. minor）、P. arundinaceaとP. aquaticaとの雑種には、上記のアルカロイドが発見されたとの報告はない。

## 利用
いくつかの種は、乾燥させてフラワーアレンジメントに使用されている。カナリークサヨシは一般的に鳥の餌に利用されている。
アイルランドでは、クサヨシは、潜在的なバイオエネルギー源として試されている。

## 種
- Phalaris amethystina Trin.
- Phalaris angusta - timothy canarygrass
- Phalaris aquatica - オニクサヨシ
- Phalaris arundinacea - クサヨシ
- Phalaris brachystachys - shortspike canarygrass
- Phalaris californica - California canarygrass
- Phalaris canariensis - カナリークサヨシ
- Phalaris caroliniana - Carolina canarygrass, maygrass
- Phalaris coerulescens - sunolgrass
- Phalaris commutata
- Phalaris elongata Braun-Blanq.
- Phalaris lemmonii - Lemmon's canarygrass
- Phalaris minor - ヒメカナリークサヨシ
- Phalaris paradoxa - セトガヤモドキ
- Phalaris platensis Henrard ex Wacht.
- Phalaris truncata Guss. ex Bertol.